# کونستاکادمیتس ارکیتسکول
کونستاکادمیتس ارکیتسکول (به لاتین: Kunstakademiets Arkitektskole) یک دانشگاه در دانمارک است که در Copenhagen Municipality واقع شده‌است.